# Telesur
Telesur (Televisión del Sur, in italiano Televisione del Sud) è una catena televisiva latinoamericana a capitale pubblico, con sede a Caracas, in Venezuela. Le trasmissioni sono via satellite, in lingua spagnola.

## Storia
Iniziò la sua attività il 24 luglio 2005, con il motto Nuestro Norte es el Sur (gioco di parole in spagnolo che equivale a il nostro punto di riferimento è il sud).
Nacque per iniziativa del presidente del Venezuela Hugo Chávez con l'appoggio dei governi dell'Argentina, del Brasile, di Cuba e dell'Uruguay, sulla base dell'asserita esigenza di fornire agli abitanti della vasta regione latinoamericana un mezzo per diffondere i propri valori, una propria immagine, per discutere le proprie idee e trasmettere i propri contenuti in maniera libera ed equa, così come in alternativa ai mezzi di comunicazione statunitensi come la CNN e Univision, o la britannica BBC. Successivamente, si sono uniti ai soci fondatori anche la Bolivia, il Nicaragua e l'Ecuador. Oppositori di Hugo Chávez e di Fidel Castro, in particolare negli Stati Uniti, hanno invece definito la catena come un mezzo di "propaganda politica".
Il consiglio d'amministrazione di Telesur è formato da intellettuali latinoamericani e internazionali di sinistra come il Premio Nobel Adolfo Pérez Esquivel, il poeta nicaraguense Ernesto Cardenal, gli scrittori Eduardo Galeano e Tariq Ali, lo storico Ignacio Ramonet, l'attore Danny Glover. Il programmatore Richard Stallman ha dato le sue dimissioni nel 2011, in dissenso con la linea di sostegno a Gheddafi data dal canale durante la "primavera araba".
La proprietà della catena televisiva è divisa tra vari paesi, sia economicamente sia nei contenuti. La partecipazione economica è divisa fra Venezuela (46%), Argentina (20%), Cuba (19%), Uruguay (10%) e Bolivia (5%). È trasmessa in Brasile con sottotitoli in portoghese, e il governo di questo paese sta valutando una sua partecipazione alla catena. Nel 2006 il governo boliviano entrò a pieno titolo nella proprietà, con l'acquisizione del 5% delle azioni dal Venezuela.
Le prime attività furono le trasmissioni di prova iniziate il 24 maggio del 2005 da Caracas, città in cui hanno sede gli studi centrali di Telesur, che conta su corrispondenti da Bogotà, Brasilia, Buenos Aires, Città del Messico, L'Avana, Montevideo, La Paz e Washington. La sua copertura comprende Sudamerica, Centroamerica, Caraibi, Stati Uniti, Europa occidentale e Africa del Nord.
Nel gennaio del 2006, Telesur e l'emittente del Qatar Al-Jazira siglarono un accordo di cooperazione che attirò critiche e accuse di "apologia del terrorismo", in special modo dal parlamentare statunitense repubblicano Connie Mack IV.
Il 9 febbraio 2007 Telesur ha cominciato a trasmettere il suo segnale in aperto in UHF in varie città importanti del Venezuela, tra le quali Caracas, Valencia, Barquisimeto e Puerto La Cruz, attraverso il segnale della vecchia CMT acquisita alcuni mesi prima dalla catena.
Sono diventati azionisti della catena televisiva il Nicaragua e l'Ecuador, rispettivamente l'11 marzo e il 30 agosto 2007.

## Caratteristiche

Marchio precedente

Il canale non ha fini di lucro, ed è quasi totale l'assenza di pubblicità, oltre al fatto che si può ricevere gratuitamente sia dalla sua pagina web sia dai canali locali dei differenti paesi ispanofoni. È possibile anche la ricezione via cavo e via satellite.
I giornalisti di Telesur si caratterizzano per una peculiarità: parlano tutti con l'accento del loro paese di origine senza dissimulare, in chiaro contrasto con altri channel news continentali come CNN in lingua spagnola che usa il cosiddetto spagnolo neutrale.
La programmazione di Telesur si differenzia dagli altri canali di notizie come Euronews, CNN o BBC in quanto, oltre ai contenuti informativi, offre programmi educativi, di dibattito, di intrattenimento e film.
Diffonde la propaganda di Nicolás Maduro, In Italia veniva trasmesso da Arcoiris TV.